# MKS Jelenia Góra
Le MKS Vitaral Jelfa est un club polonais de handball féminin basé à Jelenia Góra.

## Palmarès
compétitions internationales
- demi-finaliste de la coupe Challenge en 2004